# François Philippe de Latour-Foissac
Pour les articles homonymes, voir Latour.
François Philippe de Latour-Foissac, né le 11 juillet 1750 à Minfeld (Allemagne), mort le 11 février 1804 à Hacqueville (Eure), est un général de division de la Révolution française.
Il est le père du général Antoine Henri Armand Jules Élisabeth de Latour-Foissac (1782-1855).

## États de service
François Philippe de Latour-Foissac entre en service en 1768, comme lieutenant en second à l’école de Mézières, il est reçu ingénieur le 1er janvier 1770, et il passe capitaine le 1er janvier 1777. En 1780, il participe à la guerre d'indépendance des États-Unis sous Rochambeau.
De retour en France en 1783, il exécute quelques travaux importants, et il est fait chevalier de Saint-Louis en 1791. S’étant montré favorable à la révolution, il est employé le 8 février 1792, comme adjudant-général à l’armée du Nord. Il est chargé de porter la déclaration de guerre au duc de Saxe-Teschen, commandant de l’armée dans les Pays-Bas autrichiens. Le 22 août 1792, il prend la fonction de chef d’état-major dans la division du général d’Harville, et il participe à la Bataille de Jemappes le 6 novembre 1792. 
Il est nommé chef de brigade le 8 mars 1793, et il est promu général de brigade provisoire le 30 mars suivant par le général Dampierre. Le 15 mai 1793, il est démis de ses fonctions et arrêté. Libéré et remis en activité quelque temps après, il est de nouveau démis de ses fonctions et arrêté le 30 juillet 1793. Le 18 novembre suivant, il est libéré et réintégré comme chef de bataillon du génie.
Le 24 mai 1795, confirmé dans son grade de général de brigade, il est nommé général de division le 13 juin 1795, à l’armée des côtes de Cherbourg. Le 1er janvier 1796, il est désigné comme ambassadeur de la République en Suède, mais il refuse cette mission préférant un commandement à l’armée. Il prend le commandement de la place de Paris le 2 septembre 1796. Dans la nuit du 9 au 10 septembre 1796, il réprime avec la cavalerie la tentative de soulèvement du camp de Grenelle.
Le 20 octobre 1797, il est affecté à l’armée d’Italie, et le 29 mars 1798, il est chargé de la surveillance de la ligne de démarcation avec les Autrichiens et de la construction des places fortes en Italie. En 1799, lors de la retraite désastreuse du général Scherer, il est chargé de la défense de Mantoue, où après avoir résisté pendant quatre mois aux efforts de l’armée autrichienne, commandée par le général Kray, il capitule le 25 juillet 1799.
De retour en France, il est destitué le 1er décembre 1799, par le premier consul Bonaparte, mécontent d’apprendre qu’une place qui lui a coûté tant de sang et de travaux a été rendue si promptement, et ordonne par un arrêté consulaire du 24 juillet 1800, qu’il soit destitué de son grade et qu’il lui soit interdit de porter aucun uniforme de l’armée. La sentence du premier consul ayant été un peu atténuée, il est admis à la retraite en août 1801.
Il meurt le 11 février 1804 à Hacqueville.
En 1790, il a publié à Strasbourg, un « Traité théorico-pratique et élémentaire de la guerre de retranchement » en 2 volumes.
En 1801, il écrit un mémoire qu’il publie pour sa justification, intitulé « précis ou journal historique et raisonné des opérations militaires et administratives qui ont eu lieu dans la place de Mantoue depuis le 9 germinal jusqu’au 10 thermidor de l’an VII ».

## Sources
- (en) « Generals Who Served in the French Army during the Period 1789 - 1814: Eberle to Exelmans »
- Thierry Pouliquen, « Les généraux français et étrangers ayant servis [sic] dans la Grande Armée » (consulté le 19 mars 2014)
- Biographie universelle, ancienne et moderne, tome 11, chez H.Ode, Bruxelles, 1847, p. 125.
- Correspondance de Napoléon 1er, Volume 6, imprimerie Impériale, 1860 (lire en ligne), p. 529
- Étienne Charavay, Correspondance général de Carnot, tome 4, imprimerie Nationale, 1907, p. 364
- (pl) « Napoléon.org.pl »